# Koračajući bager
Koračajući bager ili bager pauk je radni stroj posebno konstruiran za rad u ekstremno nepristupačnim terenima.
Primjena mu je u građevinarstvu za rad na velikim nagibima, čišćenju i uređivanju korita rijeka i kanala te u šumarstvu za rad na teško dostupnim terenima.
Sastoji se od podvozja, kupole i zglobne ruke. Specifično konstruirano podvozje s 4 neovisna teleskopska kotača i dva stabilizatora omogućuje mu kretanje po nepristupačnim terenima. Na zglobnu ruku prema potrebi, može biti montirana košara, hidraulični čekić, grajfer ili neki drugi alat.